# D-Passion
Pour les articles homonymes, voir Passion.
D-Passion, de son vrai nom Rik Gieling (né le 25 juillet 1982), est un producteur et DJ néerlandais de mainstream hardcore, membre du label discographique The Third Movement. Il a participé à des  événements notables comme Thunderdome, Earthquake et Defqon.1.

## Biographie
Rik Gieling est né le 25 juillet 1982 à Hoorn, dans les Pays-Bas. Il commence sa carrière en 1998, au moment de la vague gabber aux Pays-Bas. Sa renommée importante est liée à un style affirmé, qui le fait entrer chez The Third Movement. D-Passion s'intronise pour la première fois dans la scène hardcore avec son EP Exposure en 2002. Grâce aux avis positifs de la part du public général et de ses collègues compositeurs, Gieing continuer à développer avec enthousiasme ses compositions et crée sa première série au label The Third Movement. 
En plus des compositions à succès telles que Fuck the Free World, God don't Care About Me et What's Going On?, il a déjà travaillé en collaboration avec d'autres artistes réputés de la scène gabber comme Promo, Unexist, DJ Mad Dog et Alex B. Son album Data Recovery (2008) est bien accueilli par le site Partyflock avec une note de 93 sur 100. Ces compositions sont également diffusées sur la radio en live du site Masters of Hardcore. En date de février 2013, il est classé 111e des artistes de la scène « hardcore/hard techno » sur le site DJ List. En 2016, il est annoncé pour le festival Dance Valley, aux côtés notamment d'Evil Activities et Amnesys.

## Discographie sélective
- Unstoppable
- Put Things Right
- Change History
- Free Admission
- Wake Up and Become
- Fuck the Free World
- What's Going On
- Cause and Effect
- Realism
- People of Faith (sample un discours de Graylan Hagler)
- Kind of Rude